# Mister Global 2021
Mister Global 2021 fue la 7.ª edición del certamen Mister Global, correspondiente al año 2021, se realizó el 15 de marzo de 2022 en el Taksila Hotel, en la ciudad de Maha Sarakham, Tailandia. Candidatos de 33 países y territorios autónomos compitieron por el título. Al final del evento, Kim Jong-woo Mister Global 2019 de Corea del Sur, entregó el título a Miguel Ángel Lucas de España como su sucesor. Sin embargo, el 5 de septiembre de 2022, la organización de Mister Global, emitió un comunicado en donde anunciaban la renuncia de Miguel Ángel Lucas como Mister Global 2021, por lo que Danh Chieu Linh de Vietnam quien fue primer finalista, asumió el título de Mister Global 2021.

## Resultados
| Posiciones                | Candidato |
| ------------------------- | --- |
| Mister Global 2021        | - España — Miguel Ángel Lucas (Renunció) |
| Primer Finalista          | - Vietnam — Danh Chiếu Linh (Asumió) |
| Segundo Finalista         | - Corea del Sur — Dongwoo Shin |
| Tercer Finalista          | - Venezuela — Juan Carlos da Silva |
| Cuarto Finalista          | - México — Gabriel Ortiz |
| Semifinalistas (Top 10)   | - Brasil — Bruno Silva - Cuba — Yaniel Ogando - Estados Unidos — Dustin Davids - Hong Kong — Anthony Lo - Tailandia — Thiraphat Sittichai                                                   |
| Cuartofinalistas (Top 17) | - Ecuador — Fabricio Caicedo - India — Tseteej Shiwakoti - Indonesia — Bagus Ajidani - Laos — Pay Souliyamath - Myanmar — Myo Htut Naing - Nigeria — Emmanuel Somto ∆ - Perú — Daniel Jares |

- ∆ Votado por el público de todo el Mundo vía Internet para completar el cuadro de 17 cuartofinalistas.

## Relevancia histórica del concurso

### Resultados
- España gana por primera vez Mister Global.
- Vietnam obtiene la posición de primer finalista por primera vez.
- Corea del Sur obtiene la posición de segundo finalista por segunda vez, anteriormente en 2014.
- Venezuela obtiene la posición de tercer finalista por segundo año consecutivo.
- México obtiene la posición de cuarto finalista por primera vez.
- Brasil clasifica por sexto año consecutivo.
- Corea clasifican por quinto año consecutivo
- Vietnam clasifica por cuarto año consecutivo.
- Tailandia clasifican por tercer año consecutivo.
- Cuba, España, Indonesia y México, clasifican por segundo año consecutivo.
- Ecuador, Laos y Nigeria clasifican por primera vez en la historia del concurso.
- Estados Unidos, Hong Kong y Venezuela clasificaron por última vez en 2018.
- India y  Myanmar clasificaron por última vez en 2017.
- Perú clasificó por última vez en 2016.
- Filipinas rompe una racha de clasificaciones consecutivas que mantenía desde 2014.
- Polonia y  República Dominicana rompen una racha de clasificaciones consecutivas que mantenía desde 2018.

## Premios especiales
| Título                   | Candidato                              |
| ------------------------ | -------------------------------------- |
| Mister Na Chuek          | - Hong Kong — Anthony Lo               |
| Mister Kantharawichai    | - Brasil — Bruno Silva                 |
| Erb Gold Ambassador      | - Corea del Sur - Dongwoo Shin         |
| Erb Gold Video Challenge | - España — Miguel Ángel Lucas          |
| Reto Selfie              | - Indonesia — Bagus Ajidani            |
| Mister Simpatia          | - Reino Unido — Lewis Ellis            |
| Mister Fotogenico        | - Cuba — Yaniel Ogando                 |
| Mister Popularidad       | - Nigeria — Emmanuel Somto             |
| Mister Físico            | - República Dominicana — Ariel Morales |
| Mister Sonrisa           | - Venezuela — Juan Carlos da Silva     |
| Mejor Traje típico       | - Sri Lanka — Abhishek Pramuditha      |
| Mejor Modelo             | - Indonesia — Bagus Ajidani            |

### The Most Inspirational Video Award
El ganador de este premio, obtiene un pase al cuadro de semifinalistas en la noche final.
| Título     | Candidato |
| ---------- | --- |
| Ganador    | - India — Lewis Ellis                                                                                               |
| Finalistas | - Estados Unidos — Dustin Davids - Francia — Morgan Damerval - Indonesia — Bagus Ajidani - Nigeria — Emmanuel Somto |

## Candidatos
33 países compitieron por el título de Mister Global 2021:
| - Bolivia — Sergio Carrasco - Brasil — Bruno Silva - Camboya — Sovankirida Hor - Corea del Sur — Dongwoo Shin - Cuba — Yaniel Ogando - Ecuador — Fabricio Caicedo - España — Miguel Ángel Lucas - Estados Unidos — Dustin Davids - Filipinas — Arturo Mico Teng - Francia — Morgan Damerva - Hong Kong — Anthony Lo - India — Tseteej Shiwakoti - Indonesia — Bagus Ajidani - Japón — Kiichiro Sakamoto - Laos — Pay Souliyamath - Malasia — Sreebathy Gobi - Macao — William Chak | - México — Gabriel Ortiz - Myanmar — Myo Htut Naing - Nigeria — Emmanuel Somto - Panamá — Javier Vásquez - Perú — Daniel Jares - Puerto Rico — Jomar Josué Pérez - Reino Unido — Lewis Ellis - República Checa — Jiří Hemelka - República Dominicana — Ariel Morales - Rumania — Bogdan Niccolo - Sudáfrica — Ruan Scheepers - Suiza — Samuel Gomez - Sri Lanka — Abhishek Pramuditha - Tailandia — Thiraphat Sittichai - Venezuela — Juan Carlos da Silva - Vietnam — Danh Chiếu Linh |

## Sobre los países en Mister Global 2021

### Naciones debutantes
- Bolivia
- Macao
- Reino Unido
- Rumania

### Naciones que regresan la competencia
Compitieron por última vez en 2016:
- Ecuador
- Francia

Compitieron por última vez en 2018:
- Camboya
- Venezuela

### Naciones retiradas
- Chile
- China
- Chipre del Norte
- Egipto
- Guam
- Haití
- Nepal
- Polonia
- Portugal
- Suecia
- Taiwán
- Togo
- Túnez